# Xã Milan, Quận DeKalb, Illinois
Xã Milan (tiếng Anh: Milan Township) là một xã thuộc quận DeKalb, tiểu bang Illinois, Hoa Kỳ. Năm 2010, dân số của xã này là 331 người.